# Mississinewa River
Der Mississinewa River ist ein linker Nebenfluss des Wabash River in den US-Bundesstaaten Indiana und Ohio. Der Fluss ist 190 km lang. Sein Einzugsgebiet umfasst 2114 km² (davon 79 km² in Ohio).
Der Mississinewa River entspringt im Darke County in Ohio unweit der Grenze zu Indiana. Er fließt in überwiegend westlicher Richtung. An seinem Flusslauf liegen die Orte Ridgeville, Albany, Eaton, Upland, Jonesboro und Gas City. 10 km nordöstlich der Stadt Muncie wendet sich der Fluss nach Nordwesten. Er durchfließt die Stadt Marion. Anschließend wird er zum Mississinewa Lake aufgestaut. Der Stausee dient dem Hochwasserschutz und der Abflussregulierung.
Der Mississinewa River mündet schließlich östlich von Peru in den Wabash River.